# Bugsinsee
Der Bugsinsee oder die Bugsine ist ein in der Weichsel-Eiszeit entstandener Rinnensee im brandenburgischen Landkreis Barnim. Durch die Anlage von Verkehrswegen sind inzwischen drei Seen entstanden.

## Lage
Der See liegt zwischen Golzow und Joachimsthal. Parallel verläuft die A 11.

## Teilungen
Der See wurde im Mittelalter durch den Bau einer Landstraße – der heutigen L 23 – geteilt. Der so entstandene südliche Flache Bugsinsee ist inzwischen verlandet.
Der nördliche Tiefe Bugsinsee wurde 1898 beim Bau der Bahnstrecke Britz–Fürstenberg wiederum geteilt. Die beiden Seen sind mit einem Durchstich verbunden.

## Freizeit
Am Tiefen Bugsinsee befand sich bis zum Frühjahr 2021 ein Freikörperkultur-Campingplatz. Rund um den See existieren mehrere Badestellen.